# Nuclear Warfare
Nuclear Warfare ist eine baden-württembergische Thrash-Metal-Band aus Stuttgart, die im Jahr 2001 gegründet wurde.

## Geschichte
Die Band wurde Ende 2001 gegründet. Es folgten die ersten Konzerte in Süddeutschland. Außerdem trat die Band Ende 2003 zusammen mit Tankard auf. Im September 2004 erschien das Debütalbum unter dem Namen War Is Unleashed. Im folgenden Jahr schloss sich die Single Dosenpfand muss weg! an, ehe im August 2006 das zweite Album We Come in Peace veröffentlicht wurde. Zum fünfjährigen Bestehen der Band erschien Anfang 2007 die EP Royal Fortune, die aus den zwei neuen Liedern Pirates und Conventions of Society sowie den bereits bekannten Liedern Dosenpfand muss weg! Kill und Social Terror – die beiden letztgenannten Lieder waren bereits auf dem Demo First Strike zu hören – besteht. Die Veröffentlichung fand am 5. Mai zur Jubiläumsparty in Bietigheim-Bissingen statt. Von der EP gab es auch eine goldene Version, die auf eine Zahl von 50 Stück limitiert war. 2008 verließ der Sänger Andreas „Nucleator“ Schramm die Besetzung, woraufhin der Bassist Florian „Fritz“ Bernhard zusätzlich den Gesangsposten übernahm. 2010 schloss sich, nachdem ein Plattenvertrag bei MDD Records unterzeichnet worden war, das Album God of Aggression an, wofür noch einige von Schramm stammende Texte verwendet worden waren. Zur Brasilien-Tour im Sommer 2014, die die ersten Auftritte in Übersee darstellte, wurde ebenfalls über MDD Records das nächste Album Just Fucking Thrash veröffentlicht. Zur Release-Party im Oktober verließ die Schlagzeugerin Miriam Storz die Besetzung, die durch den Brasilianer Alexandre „Xandao“ Brito, der Promoter für viele brasilianische Band und Schlagzeuger bei Andralls ist, wieder vervollständigt wurde. Anfang 2017 verließ der Gitarrist Christian „Pit“ Mrgnthlr die Band. Vom August 2016 bis Januar 2017 wurde im Papiris Studio in São Paulo das nächste Album aufgenommen, das im August 2017 unter dem Namen Empowered by Hate, zum dritten Mal bei MDD Records, veröffentlicht wurde. In ihrer Karriere hat die Band bisher Konzerte in Ländern wie Belgien, den Niederlanden, Italien, Polen, Russland und Brasilien abgehalten.

## Stil
Ronny Bittner vom Rock Hard schrieb in seiner Rezension zu God of Aggression, dass es hierauf „neuen old-schooligen Rumpel-Thrash“ zu hören gibt. Hierauf klinge die Gruppe wie Kreator in frühen Probeaufnahmen, wobei vor allem der Gesang sich wie der eines jungen Mille Petrozza anhöre. Allerdings fehle es den Songs an „technische[r] Finesse“. Thomas Kupfer beschrieb den Gesang in einer späteren Rezension zu Empowered by Hate als sirenenhaftes Gekeife, das er als eine Mischung aus Petrozza und Andreas Geremia von Tankard bezeichnete. Die Gruppe orientiere sich vor allem am Thrash Metal der 1980er Jahre deutscher Prägung, wobei man auch gelegentlich Einflüsse aus Punk und Hardcore Punk verarbeite. Insgesamt komme dabei unverfälschter und authentischer Thrash Metal heraus.
Auch Reini von stormbringer.at stellte in seiner Besprechung zum Album Just Fucking Thrash fest, dass hierauf reiner Thrash Metal zu hören ist, wobei die Gruppe im mittleren Geschwindigkeitsbereich recht schnell abstumpfe. Gelegentlich seien Spuren aus dem Punk oder auch von Iron Maiden zu vernehmen, der Gesang weise auch einen leichten Punk-Einschlag auf. Das Album sei zwar eine „kompromisslose, zünftige Old-School-Thrash-Scheibe“, jedoch könne man es nicht mit Genrevertretern wie Kreator, Sodom, Destruction, Tankard, Exumer, Assassin oder Living Death aufnehmen.

## Diskografie
- 2002: First Strike (Demo, Eigenveröffentlichung)
- 2004: War Is Unleashed (Album, Eigenveröffentlichung)
- 2005: Dosenpfand muss weg! (Single, Eigenveröffentlichung)
- 2006: We Come in Peace (Album, Eigenveröffentlichung)
- 2007: Royal Fortune (EP, Eigenveröffentlichung)
- 2008: Killing Combat (Kompilation, Eigenveröffentlichung)
- 2010: God of Aggression (Album, MDD Records)
- 2014: Just Fucking Thrash (Album, MDD Records)
- 2017: Empowered by Hate (Album, MDD Records)
- 2020: Lobotomy (Album, MDD Records)